# Macoma phenax
Macoma phenax är en musselart som beskrevs av Dall 1900. Macoma phenax ingår i släktet Macoma och familjen Tellinidae. Inga underarter finns listade i Catalogue of Life.